# Концентрация (в физиологии)
Концентрация (в физиологии) — сосредоточение нервных процессов (возбуждения или торможения) в одном узкоограниченном, локальном очаге коры головного мозга. Таким образом обеспечивается ограничение распространения нервных процессов исходным центром возникновения. Концентрация помогает тонкой приспособительной деятельности, координации поведения.
Концентрация является одним из основных законов высшей нервной деятельности, противоположный процесс в физиологии называется иррадиация.

## Виды концентрации и механизмы возникновения
Концентрация возбуждения — фиксация возбуждения в первоначальном очаге возникновения. Концентрация возбуждения является основой внимания.
В процессе обучения навыки постепенно становятся более точными и координированными благодаря дифференцировочному торможению и концентрации возбуждения. Происходит специализация условного рефлекса.
Концентрация торможения — фиксация торможения в первоначальном очаге возникновения. Концентрация торможения происходит намного медленнее, но по мере закрепления и повторения отрицательного условного рефлекса этот промежуток укорачивается и торможение закрепляется в ограниченном пункте коры.